# NGC 3787
NGC 3787 est une galaxie lenticulaire située dans la constellation du Lion. NGC 3787 a été découverte par l'astronome prussien Heinrich d'Arrest en 1864.

## Caractéristiques
Sa vitesse par rapport au fond diffus cosmologique est de 7 268 ± 23 km/s, ce qui correspond à une distance de Hubble de 107,2 ± 7,5 Mpc (∼350 millions d'al).
Selon la base de données Simbad, NGC 3787 est une galaxie LINER, c'est-à-dire une galaxie dont le noyau présente un spectre d'émission caractérisé par de larges raies d'atomes faiblement ionisés.